# متفکران چپ نو
متفکران چپ نو کتابی از راجر اسکروتن، فیلسوف انگلیسی در سال ۱۹۸۵ است که نویسنده در آن چپ نو را تحلیل و نقد می‌کند. اسکروتن بر ۱۴ تن از نویسندگانی که او آنها را نمایندگان این جنبش در نظر می‌گیرد متمرکز شده‌است: ئی پی تامپسون، رونالد دوورکین، میشل فوکو، لینگ، ریموند ویلیامز، رودلف بارو، آنتونیو گرامشی، لویی آلتوسر، ایمانوئل والرشتاین، یورگن هابرماس، پری اندرسون، گیورگ لوکاچ، جان کنت گالبرایت و ژان پل سارتر. متفکران چپ نو به دلیل حملات اسکروتون به چپ بریتانیا بحث‌برانگیز شد و به گفته خود اسکروتون، بازخورد آن به زندگی حرفه ای وی لطمه زد. برخی از مطالب موجود در اندیشمندان چپ نو به صورت بازنگری شده در کتابی تحت عنوان احمق‌ها، متقلب‌ها و آتش‌پاره‌ها: متفکران چپ نو در سال ۲۰۱۵ ظاهر شد.

## خلاصه
اسکروتن کارهای ئی پی تامپسون، رونالد دوورکین، میشل فوکو، لینگ، ریموند ویلیامز، رودلف بارو ، آنتونیو گرامشی، لویی آلتوسر، ایمانوئل والرشتاین، یورگن هابرماس، پری اندرسون، گیورگ لوکاچ، جان کنت گالبرایت و ژان پل سارتر را به‌طور نقادانه ارزیابی می‌کند. وی همچنین مروری کلی بر اندیشه چپ و اهمیت اجتماعی و سیاسی آن دارد. اسکروتون استدلال می‌کند که در طول دهه‌های ۱۹۶۰ و ۱۹۷۰، متفکرانی که وی در مورد آنها بحث می‌کند به ایجاد «اجماع اپوزیسیونی» کمک کردند و به دلیل تأثیر آن «دفاع از آداب و رسوم، نهادها و سیاست کشورهای غربی دیگر قابل احترام دانسته نشد». اسکروتن چپ نو را از ابتدای انقلاب فرانسه جدیدترین ابراز زوری می‌داند که در سیاست برجسته است. به گفته وی، جنبش‌های چپ اغلب توسط متعصبان رهبریمی شوند، وی سخنان آنها را با ماکسیلیان روبسپیر مقایسه می‌کند. 
به گفته اسکروتن، در حالی که نظریه‌های کارل مارکس "اساساً توسط نویسندگانی مانند ماکس وبر جامعه‌شناس، اوگن بوم فون باورک، لودویگ فون میزس، و فردریش هایک اقتصاددان و کارل پوپر فیلسوف ،" اساساً رد شده‌است " حتی با این که متفکران بزرگ چپ جدید به ادعاهای اصلی مارکسیسم وابسته اند، آنها نتوانستند به منتقدان مارکس «با چیزی قانع کننده تر از تمسخر» پاسخ دهند. از نظر اسکروتن، این نشان می‌دهد که چپ نو فاقد "نظامی از عقاید منطقی" است و به مفروضاتی وابستگی دارد که هیچ‌گاه آنها را زیر سؤال نمی‌برد. اسکرتون از جریانهای اصلی مارکسیسم (نوشته لشک کولاکوفسکی) فیلسوف (۱۹۷۸–۱۹۷۶) ستایش می‌کند. 

## پیشینه و تاریخچه انتشار
به گفته اسکرتون، وی انگیزه نوشتن متفکران چپ جدید را با تجربیاتی که در چکسلواکی در رژیم کمونیستی، که در آن با بنیاد آموزشی یان هوس کار می‌کرد و سعی داشت تا ادبیات ممنوعه را به آن کشور قاچاق کند، کسب کرده بود نوشت. اسکرتون از آنچه که «توجیه گری‌ها برای گولاگ» از سوی توسط محققانی مانند مورخ اریک هابسبام دانست عصبانی شد. 
فصل‌های این کتاب قبلاً به عنوان مقاله‌های جداگانه در مجله محافظه کار انگلیس د سلیسبری ریویو منتشر شده بود. 
اندیشمندان چپ نو توسط لانگمن در سال ۱۹۸۵ منتشر شد. 

## بازخورد
برخی از بررسی‌های احمق‌ها، کلاهبرداران و فایبراندز، این کتاب را نسخه جدیدی از اندیشمندان چپ جدید توصیف کرده‌اند.   